# Operazione Herbstreise
L'operazione Herbstreise (viaggio d'autunno in tedesco) fu un'azione militare pianificata dalla Wehrmacht durante la Seconda guerra mondiale, che avrebbe dovuto consistere in un attacco aereo e aviotrasportato alla Scozia in appoggio all'operazione Seelöwe, l'invasione della Gran Bretagna e all'operazione Grün, al bombardamento della Marina britannica e delle navi da rifornimento nell'Oceano Atlantico nell'autunno del 1940. In seguito al fallimento della Luftwaffe nella battaglia d'Inghilterra questi piani vennero accantonati.

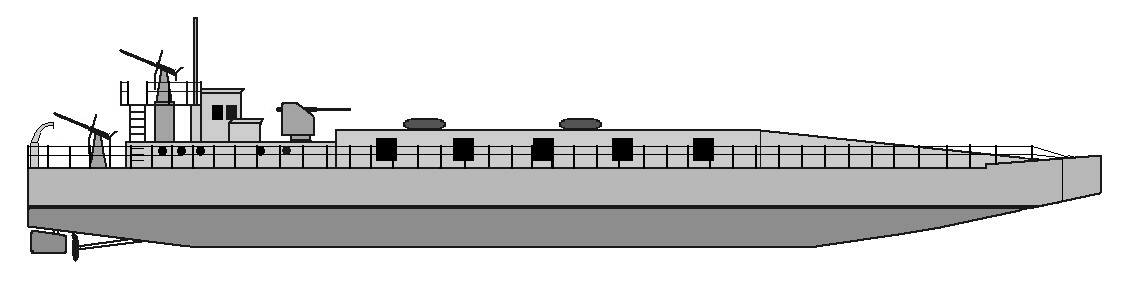
nave da sbarco trasporta truppe o Marinefaehrprahm che i tedeschi dovevano utilizzare nell'operazione "viaggio autunnale"

## Piano dell'Unternehme Herbstreise
Per il previsto sbarco sulla costa orientale della Gran Bretagna, che doveva avvenire tra Edimburgo e Newcastle, era previsto l'impiego di due divisioni di fanteria: la 69^ e la 214^, che dovevano salpare dai porti norvegesi di Oslo e di Bergen. Mentre presso la cittadina di Blyth doveva sbarcare la 163ª divisione di fanteria.
A tale operazione dovevano partecipare due navi pesanti o schweren Kreuzer Admiral Hipper e la Admiral Scheer, sostenute da altre cinque navi di piccole dimensioni.
Inizialmente L'Ammiragliato tedesco del Ost, al comando dell'Ammiraglio Rolf Carls della Seekriegsleitung, propose l'aggiunta di sole 4 altre imbarcazioni, cioè prevedeva l'impiego del piroscafo veloce Europa, Brema, Gneisenau e Potsdam.
In seguito fu pianificato l'invio di ben 4 convogli, così ripartiti:
- Convoglio I: il piroscafo Graf Stettin, il dottor Heinrich Wiegand e il Pomerania, sostenuta da otto altre navi di piccole dimensioni.
- Convoglio II: il piroscafo Steinburg, Bugsee, Ilse LM Russ e Flottbeck, sostenuta da otto altre navi di piccole dimensioni.
- Convoglio III: il' piroscafo Iller, Sabine Howaldt e Lumme, sostenuto da sei altre navi di piccole dimensioni.
- Convoglio IV: piroscafo veloce Europa, Brema, Gneisenau e Potsdam, sostenuto da l'incrociatore leggero Emden e da cinque torpediniere di una Schulflottille.
- Inoltre fu pianificato la partecipazione a tale piano dei due incrociatori Nürnberg e Köln oltre alla nave scuola o Artillerieschulschiff Bremse e 5 altre navi di piccole dimensioni.
- Era prevista la partecipazione di tre navi meteo o Wetterbeobachtungsschiffe: la Sachsen, la Homann e la Adolf Vinnen.